# غابة بني ملول
غابة بني ملول بالاوراس سميت بهذا الاسم نسبة إلى سكانها الأصليين بني ملول أو أولاد ملول تقع وسط جبال الاوراس. مساحتها حوالي ثمانون الف هكتار جلها تابع لولاية خنشلة و12200 تابعة لولاية باتنة. فهي غابة كثيفة أشجارها متنوعة ومنها النادرة كشجرة الارز والصنوبر الحلبي. 
بها قمم شاهقة وسلاسل صخرية حصينة مغارات وكهوف وأودية سحيقة وقد استحقت عن جدارة اسم مهد الثورة، ففيها تراس الشهيد مصطفى بن بولعيد أولي طلائع المجاهدين بمنطقة الاوراس ومنها انطلقوا لتفجير ثورة الأول من نوفمبر 1954. يوجد مركز قيادة الولاية الأولي أثناء الثورة. وهو ما جعل الاستعمار الفرنسي يصب عليها وعلى الاوراس ككل اعتي وسائل الدمار والحرق ومنها المحرم دوليا كالنابالم بعد أن استعصى عليه اقتحامها مرات كثيرة رغم ما جند لها من عدة وعتاد ورغم جعلها منطقة محرمة رقم 315 فكان نصيبة الانهزام والفشل.
بعد الاستقلال صنفت غابة بني ملول محمية وطنية لجمالها الأخاذ ما بين لباسها للحلة البيضاء بالثلج شتاء وفي الربيع والصيف غابات مخضرة وأشجار وأزهار ومياه وأطيار وطقس منعش. وبحسب الخبراء فإنها تحتوي على 474 صنف من النباتات منها 40 محمي -الحيونات الثدية 14-الطيور 111 -الزواحف 15 -الحشرات 171.